# Fredstraktaten i Moskva
|  | For freds- og venskabstrakten mellem Sovjetunionen og Tyrkiet i 1921, se Moskva-traktaten |
Fredstraktaten i Moskva blev underskrevet af Finland og Sovjetunionen den 12. marts 1940, og ratifikationerne blev udvekslet den 21. marts.
Den markerede afslutningen på den 105 dage lange Vinterkrig. Med traktaten afstod Finland landområder til Sovjetunionen, men bevarede sin uafhængighed og bragte en ende på sovjetiske forsøg på at annektere landet. Traktaten blev underskrevet af Vjatjeslav Molotov, Andrey Zhdanov, Aleksandr Vasilevskij (Sovjetunionen), Risto Ryti, Juho Kusti Paasikivi, Rudolf Walden og Väinö Voionmaa (Finland).

## Baggrund
Den finske regering modtog de første fredsfølere fra Sovjetunionen (via Stockholm) den 29. januar. Indtil da havde den Røde Hær kæmpet for at okkupere hele Finland. På dette tidspunkt var den sovjetiske regering imidlertid villig til at moderere sine krav. De bestod herefter i at Finland skulle afgive den karelske halvø herunder byen Vyborg og den finske kyst langs Ladoga søen. Hangö halvøen skulle udlejes til Sovjetunionen for en 30 års periode.
Finland afviste disse krav og intensiverede sine bønner til Sverige Frankrig og Storbritannien om militær hjælp i form af regulære tropper. Selv om Finland i det lange løb ikke havde en chance mod et land som var 50 gange større gav frontrapporterne stadig håb for Finland, der håbede på indgriben fra Folkeforbundet. Positive signaler, om end inkonsistente, fra Frankrig og Storbritannien og mere realistiske forventninger om tropper fra Sverige, om hvilke der var lavet planer og forberedelser i 1930-erne, var yderligere årsager til at Finland ikke havde travlt med at forhandle fred.
I februar 1940 udtalte Finlands øverstkommenderende marshal Mannerheim sin pessimisme om den militære situation, hvilket fik regeringen til at indlede fredsforhandlinger den 29. februar, samme dag som den Røde Hær indledte et angreb mod Vyborg.

## Hård fred
Den 6. marts ankom en finsk delegation under ledelse af statsminister Risto Ryti til Moskva. Under forhandlingerne brød den Røde Hær igennem den finske forsvarlinje omkring Tali og var tæt på at omringe Vyborg.
Fredsaftalen blev underskrevet om aftenen den 12. marts. Protokollen som ledsagede freden angav at krigshandlingerne skulle stoppe ved middag den følgende dag, og kampene forsatte indtil dette tidpunkt..
Finland blev tvunget til at afgive næsten hele det finske Karelen, som var Finlands industrielle centrum, herunder Vyborg/Viipuri, som var Finlands næststørste by, i alt 10% af territoriet), selv om store dele fortsat var under kontrol af den finske hær. Tropper og civile blev hastigt evakueret til bag den nye grænse. 420.000 karelere eller 12% af Finlands befolkning mistede deres hjem.
Overraskende var også at et område, som russerne erobrede under krigen, forblev på finske hænder ifølge fredsaftalen, nemlig Petsamo. Fredsaftalen fastslog, at Finland skulle give sovjetiske civile fri passage gennem Petsamo til Norge.
Finland måtte også afgive en del af Salla området, den finske del af Kalastajansaarento (Rybachi) halvøen i Barentshavet, og i den finske bugt øerne Suursaari, Tytärsaari, Lavansaari og Seiskari. Endelig blev Hangö halvøen udlejet til Sovjetunionen som flådebase i 30 år.
I modsætning til hvad det ofte hævdes blev der ikke givet sovjetiske tropper fri gennemrejse til Hangö basen i fredstraktaten, men denne ret blev først krævet den 9. juli efter at Sverige havde givet tilladelse til at tyske tropper blev transporteret med tog til det besatte Norge.
Yderligere krav var at alt udstyr og installationer på det afgivne område skulle overdrages. Finland måtte således overdrage 75 lokomotiver, 2.000 jernbanevogne foruden biler, lastbiler og skibe. Den finske by Enso, som klart lå på den finske side af grænsen, som den blev tegnet i fredsaftalen blev også snart tilføjet til de finske tab af territorium og udstyr.
Den nye grænse blev ikke fastlagt tilfældigt set fra et sovjetisk synspunkt:
- Før krigen havde Finland været en førende producent af pulp af høj kvalitet, som var en vigtig ingrediens i sprængstof. Når fabrikkerne i Enso blev medregnet erobrede Sovjetunionen 80% af Finlands produktionskapacitet.
- Finland måtte afgive 1/3 af sin vandkraftkapacitet, især vandkraftværker i Vuoksi floden, som var alvorligt savnet i Leningrad, hvor industrien havde en 20% mangel på strøm.
- Placeringen af den nye grænse var konsistent med den sovjetiske forsvarsfoktrin, som forudså at bringe kampen ind på fjendens territorium gennem modangreb og forebyggende angreb. Under denne doktrin skulle den ideelle grænse ikke give fjenden mulighed for at have naturlige grænser, som var lette at forsvare, så i stedet for at vælge naturlige grænser såsom Viipuri bugten eller det sumpede område på halvøen mellem Saimaa og Ladoga søerne kom den nye grænse til at forløbe vest for disse. Men disse positioner var også meget nemme at omringe for en fjende der angreb den Røde Hær, hvilket snart skulle vise sig.

Finnerne var chokerede over de barske fredsbetingelser. Det virkede som om der blev tabt mere territorium ved freden end i krigen, og det tabte land var på mange måder de mest værdifulde dele af Finland:
- Store dele af den mest befolkede sydlige del af det resterende Finland havde været forbundet med resten af verden gennem Saimaa kanalsystemet som nu var afbrudt ved Vyborg, hvor det var forbundet med Den Finske Bugt.
- Den sydlige del af det tabte område var Finlands industrielle hjerte.
- Karelen betragtes som arnestedet for den finske kultur. Inden Vinterkrigen havde det sovjetiske overherredømme over hovedparten af Karelen og de stalinistiske grusomheder været en tilde til sorg for mange finner. Under fredstraktatens betingelser var resten af Karelen også tabt. Dette blev starten på det Karelske spørgsmål.

Verdens sympati lod til at have haft en meget beskeden værdi. En vis bitter skuffelse blev et fremtrædende træk i finnernes syn på andre lande, ikke mindst overfor Sverige, som havde ydet stor sympati, men ikke havde levet op til sine forpligtelser om at støtte Finland med blod.
Uanset konsekvenserne fik de barske betingelser finnerne til at overveje at søge støtte fra Tyskland, og fik mange finner til at betragte hævn som en rimelig ting. I den sidste ende kan det have været en nødvendig betingelse for Finlands overlevelse i Verdenskrigen.
Kun et år senere, i juni 1941, blev fjentlighederne genoptaget i Fortsættelseskrigen.